# Críticas al Movimiento de los Santos de los Últimos Días

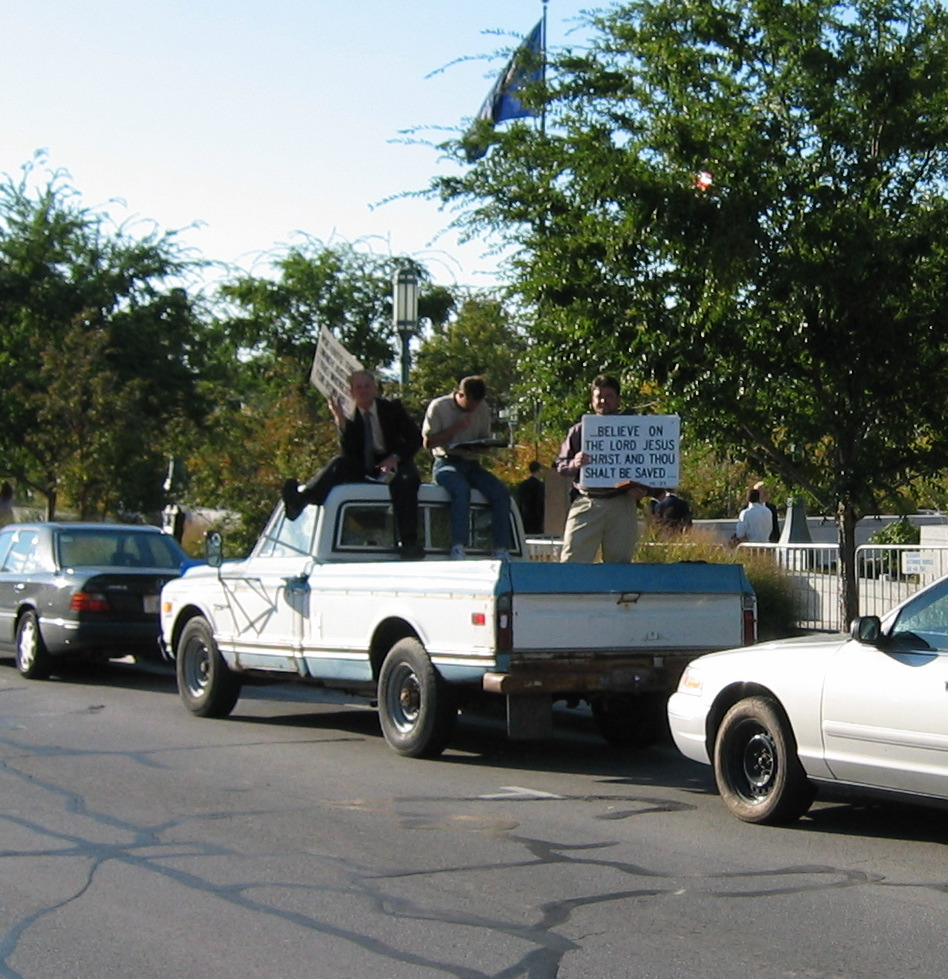
Críticos en las afueras de la Manzana del Templo en Salt Lake City durante una sesión de la Conferencia General de la iglesia.

Las críticas al Movimiento de los Santos de los Últimos Días o las  críticas al mormonismo agrupan las críticas a las doctrinas, prácticas e historias de las denominaciones del Movimiento de los Santos de los Últimos Días o mormonismo, incluyendo a la denominación principal, la Iglesia de Jesucristo de los Santos de los Últimos Días, también conocida como iglesia mormona o iglesia SUD. El movimiento ha sido objeto de críticas desde sus primeros años debido a las doctrinas enseñadas por Joseph Smith, el fundador del movimiento. Las críticas iniciales culminaron con la Guerra mormona de 1838 en Misuri. Después, los mormones fueron forzados a abandonar Misuri debido a la orden de exterminación de mormones emitida por el gobernador Lilburn Boggs, y se reagruparon en Illinois donde una turba pública, temiendo una toma mormona, asesinó a Joseph Smith en 1844. Después de la muerte de Smith, le siguió una crisis de sucesión, y varias denominaciones del movimiento lucharon por el liderazgo, criticando a cada líder prospectivo en relación con su autoridad o doctrina. A finales de los años 1880, los críticos desaprobaron la práctica de la poligamia de la Iglesia. Legisladores federales comenzaron activamente la aprobación de leyes destinadas a debilitar a la iglesia.
Históricamente, la cuestión que ha causado más críticas a la iglesia SUD ha sido la práctica del matrimonio polígamo, que se abandonó oficialmente en 1890. Desde entonces, las críticas se han centrado en los argumentos del revisionismo histórico, la veracidad de los textos sagrados, la homofobia, el racismo, las políticas sexistas y la inadecuada divulgación de información financiera.

## Críticos
La Iglesia de Jesucristo de los Santos de los Últimos Días y el mormonismo han provocado críticas desde sus inicios hasta el día de hoy. Entre sus críticos en una etapa temprana se encuentran Abner Cole, Eber D. Howe, y Thomas C. Sharp. En el siglo XX están Jerald y Sandra Tanner, Richard Abanes, Richard y Joan Ostling, y Fawn McKay Brodie. En años recientes, Internet se ha convertido en un nuevo foro para los críticos, y el apoyo de la iglesia a la Proposición 8 de California alteró el debate y las protestas por parte de organizaciones a favor de los homosexuales. Affirmation es un grupo de exmiembros de la IJSUD que critican sus políticas respecto a la homosexualidad. Christian Apologetics and Research Ministry es una organización que ha criticado la teología de la iglesia. El Institute for Religious Research es una organización que ha criticado a la iglesia, en particular, el Libro de Abraham. Numerosas organizaciones mantienen sitios web que critican a la iglesia. Entre sus defensores se encuentran la Foundation for Ancient Research and Mormon Studies (FARMS), la Foundation for Apologetic Information & Research (FAIR, renombrada FairMormon en 2013), el Neal A. Maxwell Institute for Religious Scholarship (cuerpo de la Universidad Brigham Young, propiedad de la IJSUD), la Interpreter Foundation, Book of Mormon Central y notablemente las figuras de Hugh Nibley, B. H. Roberts, Daniel C. Peterson, John W. Welch, los egiptólogos John Gee y Kerry Muhlestein, y los historiadores Richard Bushman y Richard L. Anderson.

## Críticas de doctrinas actuales

### Acusaciones de plagio del Libro de Mormón
Tan pronto como Joseph Smith publicó el Libro de Mormón en el marzo de 1830, empezaron a surgir los primeros cuestionamientos sobre la credibilidad del texto, cuando numerosos lectores notaron que varias partes del libro contenían citas textuales de la Biblia; de hecho, se han detectado cerca de veintisiete mil palabras y frases tomadas concretamente de la versión conocida como Biblia del Rey Jacobo, la más difundida en los países de habla inglesa y que incluye los llamados libros deuterocanónicos. Se ha afirmado que el nombre «Nefi» podría haber sido tomado de 2 Macabeos 1:36 en la versión de la Biblia del Rey Jacobo, el cual dice:

And Neemias called this thing Naphthar, which is as much to say as a cleansing: but many men call it Nephi.

```

```

"Y Neemias llamó a esta cosa Nafta, que es tanto como una limpieza: pero muchos hombres lo llaman Nefi."

Algunas de ellas se explicaban en el mismo texto como parte del material profético que Lehi había llevado de Jerusalén como por ejemplo las citas de Isaías, aunque la crítica bíblica las considera hoy en día posteriores a este profeta, pero otras presentan notorias semejanzas con pasajes de libros bíblicos escritos después de la partida de los nefitas; entre ellos podemos encontrar la conversión de Alma, muy semejante a la conversión de San Pablo.
Además de la obvia influencia de la Biblia, se especula con que una de las fuentes primarias del libro haya sido la obra View of the Hebrews de Ethan Smith, publicada en 1823 en Poultney, Vermont, en la misma fecha en que allí vivió Oliver Cowdery, colaborador de Smith. Este libro, sin embargo, no se presentaba como una narración o un texto antiguo, sino como un ensayo histórico y una especie de manifiesto para alentar la conversión de los indígenas de las Cinco Tribus Civilizadas, presentados como descendientes de colonos israelitas.
Otra influencia alegada es la obra de Solomon Spalding, quien escribió dos textos de ficción sobre la cultura de los constructores de montículos. En una de estas historias, inconclusa y titulada Manuscript Story – Conneaut Creek,  Spalding imaginaba el descubrimiento de América por un navío de la antigua Roma, narrado a partir de un texto latino escrito en una veintena de rollos de pergamino hallados en una caverna de Conneaut Creek. La otra obra, una novela inédita llamada Manuscript, Found, ha desaparecido y su contenido solo se conoce por el testimonio de John Spalding, hermano de Solomon. Según este testimonio, la novela trataba de los primeros habitantes de América, descendientes de los judíos Nephi y Lehi, los cuales se dividieron en dos pueblos enemigos, cuyos descendientes fueron enterrados en los actuales montículos del sudeste. Estas declaraciones, sin ninguna prueba textual, fueron refrendadas por una declaración jurada publicada por Eber D. Howe en un libro titulado: Mormonism Unvailed. Sin embargo, otros autores como Fawn McKay Brodie, consideran que estos testimonios fueron manipulados y que se trata de un caso de síndrome de falsa memoria, influenciado por el texto ya publicado del Libro de Mormón.
Ronald Huggins, en un estudio publicado en el periódico mormón Dialogue, ha señalado la similitud entre los nombres «Cumorah» y «Moroni» (el cerro donde supuestamente se escondieron las planchas originales y el ángel revelador del libro) y los de las islas Comoras y su capital Moroni. El autor señala que la lectura del joven Smith de relatos sobre un tesoro escondido por el Capitán Kid en dichas islas, pudo ser el origen de estos nombres. Otros autores, sin embargo, señalan que las evidencias presentadas por Huggins son meramente circunstanciales y que éste es incapaz de demostrar que Smith conociera los nombres aludidos, toda vez que Moroni era, por entonces, una pequeña aldea que no aparecía en mapas o relatos. Más aún, otros mormones consideran que los nombres de Comoras y Moroni podrían ser testimonios del paso por esos lugares de los antepasados de los supuestos autores del libro, es decir, Lehi y su familia. Según el estudioso David Persuitte, Smith podría haberse basado mayormente en periódicos y libros populares de la época, abundantes en especulaciones sobre el origen de los indígenas e inexactitudes históricas. El interés de Smith por la antigüedad de América, por otra parte, venía de muchos años antes de la redacción del libro.

### Acusaciones contra Joseph Smith como traductor
Joseph Smith asegura que las planchas de oro que supuestamente encontró enterradas en la colina Cumorah estaban escritas en un idioma llamado «egipcio reformado», y que logró traducirlas al inglés gracias a un objeto llamado Urim y Tumim. El consenso académico entre los egiptólogos es que tal afirmación resulta cuestionable, por cuanto numerosos lingüistas, filólogos, historiadores y egiptólogos han estudiado con profundidad la civilización egipcia y jamás se ha hallado rastro del egipcio reformado. Es cierto que hubo notables cambios en la escritura y la lengua egipcia durante sus más de tres mil años de existencia, por ejemplo al final del Primer Período Intermedio, durante la llamada Época de Amarna  (reinado de Akenatón  ca. 1350-1325 a. C.) y el desarrollo del demótico. Desde ese punto de vista, cualquiera de ellas podría ser llamada egipcio reformado pero ante la ausencia de evidencia es imposible clasificar la lengua usada en el Libro de Mormón dentro de cualquier cuerpo de conocimiento científico.
Los defensores del mormonismo señalan que sus críticos se equivocan al considerar al egipcio reformado como una lengua enteramente egipcia, fija, invariable y de uso extendido. Destacan que en el Libro de Mormón esta lengua es exclusiva de una pequeña comunidad y se describe compuesta del «idioma de los egipcios» y la «ciencia de los judíos» lo cual podría indicar que la lengua sea la egipcia pero transliterada con caracteres hebreos o viceversa tal como sucede con el yidis, que es una lengua básicamente de origen alemán pero escrita con caracteres hebreos, o como sucede con un reciente descubrimiento en el que se ejemplifica el uso de otros alfabetos (el griego en este caso) para escribir una sentencia en lengua hebrea; aún tenemos otro ejemplo en el Silabario de Biblos que utiliza caracteres egipcios adaptados a la lengua de la región. En segundo lugar aclaran que el apelativo egipcio reformado se usa como un adjetivo y nunca como un nombre propio, tal como aparece descrito en el Libro de Mormón, por tanto, es natural que sea muy poco probable que se halle una lengua que expresamente se llame egipcio reformado y, desde luego, susceptible de ser encontrado en un diccionario moderno. Este término debería entenderse como una lengua que se ha modificado o transliterado para adaptarse a las necesidades de la comunidad que la utiliza.
Cabe destacar, sin embargo, que los arqueólogos independientes niegan la existencia de inscripciones hebreas o egipcias en la América precolombina. Los mormones alegan que, por otro lado, en estricto sentido esto no tiene una relación directa con el egipcio reformado, puesto que dicha lengua que sufriría modificaciones a lo largo de casi un milenio, además del hecho de que según afirma el mismo libro, sus hablantes (nefitas) habrían sido exterminados alrededor del año 400 d. C. y su lengua, por extensión, estaría extinta. Por otra parte, los Urim y Tumim bíblicos, artefactos mediante los cuales Smith dijo haber traducido las planchas de oro, parecen haber sido piedras sagradas que se echaban a suerte y no un dispositivo para la videncia, como alegó Smith.
El erudito francés Jean-François Champollion logró, tras arduos esfuerzos, descifrar los jeroglíficos de la famosa piedra de Rosetta en 1822. Casi seis décadas más tarde, en 1880, el erudito alemán Ludwig Stern publicó su gramática copta, y en 1902 lo hizo el egiptólogo alemán Adolf Erman. Fue gracias a los trabajos de Champollion, Stern y Erman que se logró conocer en profundidad la evolución del idioma egipcio, desde el tiempo de los faraones hasta nuestros días. 
Es muy poco probable que Smith oyera hablar de las investigaciones de Champollion. De hecho, su primer contacto documentado con auténticos jeroglíficos egipcios data de 1835; en ese año adquirió un lote de papiros de una exhibición itinerante y tradujo algunos de ellos alegando que se trataba de un texto escrito por el patriarca bíblico Abraham «por su propia mano sobre papiro» y que constituye el Libro de Abraham (incluido en la Perla de gran precio), si bien más tarde se comprobó que la obra era un fragmento del Permiso de respiración de Horus, una versión tardía y enormemente reducida del Libro de los muertos egipcio, el cual fue fechado entre el siglo I a. C. y el siglo I d. C., entre quince y veinte siglos posterior a la supuesta fecha en la que habría vivido Abraham. En esa misma ápoca, también comenzó a componer una Gramática Egipcia que nunca fue publicada. En ambos casos se manifiesta que Smith no conocía, ni era capaz de traducir, los jeroglíficos, lo cual pone en duda su capacidad para hacerlo con las planchas que afirmó haber descubierto. Si bien se han propuesto otras explicaciones para este hecho, como que su obra era más una revelación profética que una traducción, o que Smith era capaz de reconocer sentidos ocultos en los textos aludidos, lo cierto es que desconocía tal sistema de escritura.

### Acusaciones en contra de los testigos del Libro de Mormón
Los Testigos del Libro de Mormón son aquellas personas que afirmaron haber visto y tocado las planchas de oro de las cuales Joseph Smith afirmó haber traducido el Libro de Mormón. Los testigos oficiales se dividen en dos grupos:
- Los Tres Testigos (Oliver Cowdery, Martin Harris y David Whitmer); y

- Los Ocho Testigos (los hermanos de David Whitmer, Christian Whitmer, Jacob Whitmer, Peter Whitmer y John Whitmer; el cuñado de Whitmer, Hiram Page; el padre de Joseph Smith, Joseph Smith (padre), y los hermanos de Smith, Hyrum Smith y Samuel Harrison Smith).

Ambos grupos firmaron en 1829 dos declaraciones donde afirmaban la veracidad de la existencia de las planchas de oro. Estas declaraciones se incluyeron al final de la primera edición del Libro de Mormón, y en las ediciones siguientes se movieron a la introducción.
Detractores del mormonismo han criticado el hecho de que, con excepción de Martin Harris, los testigos oficiales tuvieron lazos familiares con Joseph Smith o David Whitmer en algún momento de sus vidas.
Dan Vogel, historiador del mormonismo, ha propuesto la hipnosis como método por el cual Smith posiblemente haya obtenido las firmas de los Tres Testigos. Fawn Brodie asimismo propone que «es probable que los tres hombres no fueran co-conspiradores, sino víctimas del talento inconsciente, pero positivo de Joseph en la hipnosis». Otras hipótesis naturalistas incluyen el mesmerismo y la alucinación. Vogel también cree que es posible que Smith haya falsificado planchas de estaño u otro metal para obtener las firmas de los Ocho Testigos. Los defensores del testimonio de los Testigos del Libro de Mormón responden que el propio concepto de la hipnosis es anacrónico en la época de Joseph Smith, que solo un 3% de la población es capaz de experimentar una alucinación audiovisual bajo un trance hipnótico, que no es posible inducir trances hipnóticos sin el conocimiento o el control del paciente, y que no es posible hipnotizar a un grupo de personas y lograr que todas experimenten la misma alucinación.

### Ausencia de evidencia arqueológica de los pueblos del Libro de Mormón
A lo largo de los años se ha demostrado una falta de correlación entre las localizaciones descritas en el Libro de Mormón y los yacimientos arqueológicos americanos. Esta situación es anómala puesto que en el Libro de Mormón se mencionan grandes construcciones y batallas con miles de muertos, por lo que es inexplicable que no exista evidencia arqueológica que demuestre la existencia de los grupos étnicos mencionados.
Algunos arqueólogos mormones han rechazado estas acusaciones; por ejemplo, Daniel C. Peterson respondió en 2014 que «la arqueología a menudo no respalda las afirmaciones "directamente". A menudo es necesario sacar inferencias de los datos [...] los cimientos de los edificios no suelen hablar por sí mismos, y hay relativamente pocas inscripciones. [...] incluso en Jerusalén misma...». Eugene England escribió: «para que Joseph Smith haya tenido tanto éxito en producir más de veinte detalles únicos en la descripción de una antigua ruta a través de una de las áreas menos conocidas del mundo [Arabia], todos los cuales han sido verificados posteriormente, requiere una fe extraordinaria e irrazonable en su genio o habilidad natural para adivinar correctamente en oposición directa al conocimiento predominante de su tiempo.»

### Ausencia de evidencia genética de los pueblos del Libro de Mormón
Existen estudios que demuestran la falta de evidencia de ADN que vincule a los pueblos originarios de América con el Medio Oriente.

### Traducción y contenido del Libro de Abraham
El Libro de Abraham es uno de los textos de la Perla de gran precio, y es parte primordial de la doctrina de la iglesia SUD.
Joseph Smith habría supuestamente traducido el Libro de Abraham a partir de unos papiros egipcios comprados a Michael H. Chandler en una exhibición itinerante en 1835. Para realizar dicha traducción Smith usó una gramática egipcia propia, la cual transcribió parcialmente en una obra que quedó inconclusa. Sin embargo, distintos análisis paleográficos realizados a los papiros determinaron que estos en realidad son una copia del Permiso de respiración de Horus, una versión tardía y enormemente reducida del Libro de los muertos egipcio, y que la supuesta traducción realizada por Smith carece totalmente de sentido respecto a los textos originales.

### Anacronismos del Libro de Mormón
Las referencias a animales, plantas, metales y técnicas en el Libro de Mormón de las cuales no se han hallado evidencias en la América precolombina, significan verdaderos anacronismos. Al respecto se mencionan en el libro caballos, asnos o burros,  vacas, bueyes, ovejas, cerdos, cabras, y demás ganado (sin especificar la especie), elefantes, trigo, cebada, acero, latón, cadenas, hierro, sedas, pieles de cordero, cimitarras carros de combate, sinagogas y monedas. Otros aspectos anacrónicos es la visita de Jesús a América usa las medidas romanas de millas, o que los ricos usaban seda china en América. 
Un argumento que usan en su defensa es que: "la falta de evidencias arqueológicas convencionales, el gran número de estos anacronismos pueden no constituir una evidencia concluyente debido a que pueden reflejar nuestra ignorancia respecto al pasado de la América precolombina más que unas genuinas anomalías cronológicas".
La fundación apologética FairMormon afirma que la existencia de una "gran cantidad" de elementos alguna vez considerados anacrónicos en 1830, supuestamente  habrían sido posteriormente probados como correctos; por ejemplo: la cebada, cemento, o cimitarras precolombinas. Otro argumento recurrente es la posibilidad de que el nombre de los animales y cultivos considerados anacrónicos en el Libro de Mormón se refieran a otras especies pertenecientes a la América precolombina, ya sea porque el autor original utilizó una palabra prestada del hebreo o egipcio o por la influencia de Joseph Smith en la traducción.[cita requerida].

### La Madre Celestial
En la iglesia SUD existe la creencia en una Madre Celestial que es consorte de Dios y la Madre de todos los espíritus humanos. Esta doctrina, aunque no aparece en ninguno de los libros sagrados del Movimiento de los Santos de los Últimos Días, es aceptada como revelación de Joseph Smith y es mencionada en el himno «Oh mi Padre», cuya letra fue escrita por la poetisa Eliza R. Snow. Si bien el culto a la Madre Celestial no es aceptado de manera oficial por la iglesia SUD, la existencia de esta doctrina aparta a esta y a otras ramas del mormonismo del tradicional monoteísmo cristiano.

### Teología racista en el Libro de Mormón y en la Perla de gran precio
En el Libro de Mormón y en la Perla de gran precio existe contenido que es considerado racista. La afirmación más polémica es aquella que dice que los lamanitas, quienes son considerados por los mormones como los antecesores de los pueblos indígenas americanos, fueron maldecidos por Dios oscureciendo su piel para hacerlos menos atractivos para los nefitas, quienes conservaron su piel blanca original. En el Libro de Mormón también se dice que a los lamanitas que se unieron con los nefitas les fue quitada su maldición, cambiando el tono de su piel de oscuro a blanco.
En la Perla de gran precio, en el Libro de Moisés, Enoc afirma que Dios maldijo a la tierra de Canaán y que vino un color oscuro sobre sus habitantes, siendo despreciados por toda la gente. En el Libro de Abraham se dice que Faraón era nieto de Cam, y que «así nació de Cam la raza que conservó la maldición sobre la tierra»; también se señala que Faraón fue maldecido en cuanto al sacerdocio por pertenecer al linaje de Cam, es decir, al ser de raza negra. Esta última afirmación fue la razón esgrimida para prohibir la ordenación de sacerdotes de raza negra en la iglesia SUD desde los períodos presidenciales de Brigham Young hasta Spencer W. Kimball. En 1978 Kimball, mediante una declaración oficial, termina con la prohibición y extiende el derecho del sacerdocio a todos los varones dignos independientemente de su raza o color.

### El bautismo por los muertos
La iglesia enseña que una persona viva, actuando como apoderado, puede ser bautizada por inmersión en nombre de una persona fallecida, citando 1 Corintios 15:29, Malaquías 4:5–6, Juan 5:25 y 1 Pedro 4:6 para apoyo doctrinal. Estos bautismos por los muertos se realizan en los Templos de la iglesia SUD.
Floyd C. McElveen y el Instituto de Investigación Religiosa afirman que los versos para apoyar el bautismo por los muertos no están justificados por la exégesis contextual de la Biblia. En 2008, el Vaticano emitió una declaración llamando a la práctica del bautismo por los muertos «errónea», y ordenando a sus diócesis que mantengan registros parroquiales de los mormones que realizan investigaciones genealógicas.
Los sobrevivientes del Holocausto y otros grupos judíos criticaron a la iglesia SUD en 1995, después de descubrir que la iglesia había bautizado a más de trescientas mil víctimas judías del Holocausto. Después de esa crítica, los líderes de la iglesia SUD pusieron en práctica una política para detener la práctica, con la sola excepción de los bautismos específicamente solicitados o aprobados por los familiares de las víctimas. Las organizaciones judías nuevamente criticaron a la iglesia en 2002, 2004 y 2008 declarando que la iglesia no cumplió con el acuerdo de 1995. Sin embargo, los líderes judíos y mormones posteriormente reconocieron en una declaración conjunta en 2010 que «las preocupaciones entre los miembros de ambos grupos... han sido eliminadas».

### Ceremonia de investidura
Jerald y Sandra Tanner afirman que Joseph Smith copió partes de la ceremonia de investidura del Templo mormón de los rituales masónicos (como apretones de manos secretos, ropa y contraseñas), y que esto socava la declaración de la iglesia de que los rituales fueron divinamente inspirados. Los Tanner también señalan el hecho de que el mismo Joseph Smith era masón antes de introducir los rituales de investidura de la masonería en el mormonismo.
Los Tanner también critican la revisión de la iglesia de la ceremonia de investidura del templo a lo largo de los años, diciendo que se hicieron revisiones para ocultar las prácticas provocativas de la iglesia primitiva.
FairMormon reconoce los cambios en la ceremonia de dotación y señala que (según Joseph Fielding Smith) Joseph Smith le dijo a Brigham Young que la ceremonia «no estaba perfectamente organizada», y lo instó a organizarla y sistematizarla, cosa que Young continuó haciendo durante su presidencia.

### Templo de admisión restringida
Richard y Joan Ostling, y Hugh F. Pyle afirman que la política de la iglesia SUD sobre la admisión al Templo no es razonable, y señalan que incluso los familiares no pueden asistir a un matrimonio en el templo a menos que sean miembros de la iglesia con buena reputación. Los Ostlings, el Instituto de Investigación Religiosa, y Jerald y Sandra Tanner dicen que las reglas de admisión no son razonables porque la admisión al templo requiere que un miembro de la iglesia primero declare que debe pagar el diezmo completo antes de poder ingresar a un templo. El Mormonism Research Ministry llama a esto «diezmo coercitivo» porque los miembros de la iglesia SUD que no pagan el diezmo completo no pueden entrar al templo y, por lo tanto, no pueden recibir las ordenanzas requeridas para recibir el más alto orden de exaltación en la próxima vida.

## Críticas a los cambios doctrinales

### Término de la prohibición del sacerdocio a los miembros de raza negra
Jerald y Sandra Tanner afirman que la declaración oficial de la iglesia SUD de 1978 que permitió a todos los miembros varones dignos celebrar el sacerdocio, incluyendo también a aquellos de raza negra, no fue inspirada divinamente como la iglesia dijo, sino simplemente una cuestión de conveniencia. Richard y Joan Ostling enseñaron que este cambio de política se produjo cuando la iglesia comenzó a expandirse fuera de los Estados Unidos hacia países como Brasil, que tenían extensas poblaciones étnicamente mixtas, y entonces, según la iglesia, se preparó para abrir un templo nuevo en São Paulo, Brasil.

### Poligamia descontinuada en 1890
Jerald y Sandra Tanner argumentan que la reversión de la iglesia de 1890 de sus políticas en la poligamia se hizo por razones políticas, no por razones divinas, citando el hecho que pasó en medio de una batalla larga con el gobierno federal sobre incautaciones de bienes y la condición de Estado. Los Ostlings mencionaron el hecho que pronto se anunció que la iglesia había recibido la revelación de que la poligamia estaba prohibida, Utah aplicó otra vez la condición de estado, y esta vez el gobierno federal no objetó para el inicio del proceso. Seis años después, el proceso se completó y Utah se convirtió en estado en 1896. Los Ostlings señalaron también que poco después la iglesia suspendió la práctica de la poligamia, y el gobierno federal redujo sus esfuerzos legales para apoderarse de los bienes eclesiásticos.
Los mormones Ron Wood y Linda Thatcher no disputan que el cambio fue un resultado directo de la intervención federal y respondieron y que no se le dejó elección a la iglesia. La ley Edmunds–Tucker de 1887 paralizó a la iglesia, la cual consideró que algo drástico tenía que hacerse para revertir esta tendencia. Después la iglesia apeló su caso en la Corte Suprema de Estados Unidos y perdió, el presidente de la iglesia Wilford Woodruff emitió el Manifiesto de 1890. Woodruff escribió en el diario que él estuvo «actuando para la salvación temporal de la iglesia».

### Dios fue una vez un hombre
Críticos como Richard Abanes y el Instituto de Investigación Religiosa critican a la iglesia por el cambio del principio que afirma que Dios fue un hombre, citando cambios de su publicación Principios del Evangelio de las ediciones de 1978 y 1997, en donde «Nosotros podemos convertirnos en dioses como nuestro Padre celestial» se cambió a «Nosotros podemos convertirnos como nuestro Padre celestial» y «[Nuestro] Padre celestial se convirtió en un Dios» se cambió a «[Nuestro] Padre celestial se convirtió en Dios». Sin embargo, las publicaciones oficiales aún han sido afirmadas a la doctrina de progresión eterna, y el manual oficial de la iglesia Enseñanzas de los Presidentes de la Iglesia: Lorenzo Snow publicada en 2012 afirma que las doctrinas como «Como un hombre es, Dios fue una vez; como Dios ahora es, el hombre podría ser».

## Críticas de doctrinas pasadas

### Poligamia
Sarah Pratt, la primera esposa del Apóstol mormón Orson Pratt, en una crítica abierta de la práctica de la poligamia en los mormones dijo

Desmoraliza completamente a los hombres buenos y correspondientemente a los hombres malos los hace peor. En cuanto a las mujeres buenas, ¡Que Dios las ayude!, primeramente las esposas se vuelven desesperadas, o incluso con el corazón roto, o creaturas bravas.

Pratt terminó el matrimonio con su marido Orson Pratt en 1868 por su «obsesión de casarse con una mujer más joven» (a la edad de cincuenta y siete años Orson Pratt se casó con una adolescente de diecisiete años, su décima esposa, más joven que su hija Celestia). Sarah Pratt criticó a Orson en una entrevista de 1877, diciendo

Acá estaba mi esposo, con el cabello gris, llevando a su cama a chicas jóvenes en burla al matrimonio. Por supuesto, no puede haber felicidad para él en tal relación sexual, escepto por la indulgencia de su fanatismo y de algo más, tal vez, que no me atrevo a mencionar.

Jerald y Sandra Tanner argumentan que los primeros líderes de la iglesia establecieron la práctica de la poligamia con el fin de justificar un comportamiento que de otro modo se considera inmoral. Los Ostlings criticaron a Joseph Smith por casarse al menos con treinta y dos esposas durante su vida, incluyendo varias por debajo de la edad de dieciséis años, un hecho reconocido por el historiador mormón Todd Compton. Compton también sabía que Smith se involucró en matrimonios poliándricos (es decir, que se casaron con mujeres que ya estaban casadas con otros hombres) y que él advirtió a algunos cónyuges potenciales de la condenación eterna si no daban su consentimiento para ser su esposa y que, al menos en otros dos casos, se casó con niñas huérfanas que habían venido a vivir a su casa.
Sin embargo, Bushman señala que las pruebas de las relaciones sexuales entre Smith y cualquiera de las esposas de sus seguidores son escasas o poco fiables, y Compton argumenta que algunos eran probablemente dinásticos en la naturaleza. Asimismo, si bien la edad de algunas de las esposas de Joseph Smith puede parecer inusual para los estándares del siglo XXI, el matrimonio de las niñas a una edad muy joven, no era nada raro a mediados de siglo XIX en América.
Richard Abanes, Richard y Joan Ostling, y D. Michael Quinn señalan que luego del Manifiesto de 1890, los líderes de la iglesia autorizaron más de doscientos matrimonios polígamos y mintieron sobre la continuación de la práctica.
Joseph Fielding Smith informó que sabía que líderes de la iglesia que no se adhirieron plenamente a la prohibición de 1890. Luego del Segundo Manifiesto en 1904, cualquier persona que entró en un nuevo matrimonio plural fue excomulgado.

### Doctrina de Adán Dios
Los Ostlings criticaron a la enseñanza de Brigham Young que Dios y Adán son el mismo individuo. Un apóstol, Franklin D. Richards, aceptó también la doctrina como fue enseñada por Young, diciendo en una conferencia en junio de 1854 que «el profeta y apóstol Brigham lo ha declarado, y que es la palabra del Señor». Sin embargo, en el momento de su primera introducción, varios líderes no estuvieron de acuerdo con la doctrina, incluyendo al apóstol Orson Pratt, quien expresó públicamente su desacuerdo. La iglesia SUD nunca adoptó formalmente la doctrina, y desde entonces ha sido repudiada oficialmente.

### Expiación con sangre
Brigham Young introdujo una doctrina conocida como «expiación con sangre», con respecto a un «pecado imperdonable», es decir, un pecado por el que la expiación de Jesucristo no aplica. Young enseñó que una persona podría expiar pecados únicamente renunciando a su vida. Varios líderes de la iglesia después de Young enseñaron lo mismo, pero más recientemente los líderes de la iglesia han dejado claro que la expiación de Jesucristo es que todo lo abarca y que no hay pecado tan grave que no puede ser perdonado, con la excepción del «pecado imperdonable» de negar al Espíritu Santo después de recibir el testimonio del Espíritu Santo.